# CD66b
Carcinoembryonic antigen-related cell adhesion molecule 8 (synonym CEACAM8, CD66b) ist ein Oberflächenprotein und Zelladhäsionsmolekül aus der Immunglobulin-Superfamilie.

## Eigenschaften
CD66b ist eines von zwölf Vertretern der CEACAM. Es wird von hämatopoetischen Zellen des Knochenmarks und bei einer chronischen myeloischen Leukämie gebildet. CD66b ist glykosyliert und besitzt einen GPI-Anker.